# Éric Diard
Pour les articles homonymes, voir Diard.
Éric Diard, né le 21 juillet 1965 à Marseille (Bouches-du-Rhône), est un homme politique français.
Il est député de la douzième circonscription des Bouches-du-Rhône de 2002 à 2012 puis de 2017 à 2022.

## Biographie
Il est élu député le 16 juin 2002, pour la XIIe législature (2002-2007), dans la Douzième circonscription des Bouches-du-Rhône. Il fait partie du groupe UMP. Réélu en 2007, il perd son mandat de député lors des élections du 17 juin 2012 au profit du socialiste Vincent Burroni. Il redevient député à la suite des élections législatives du 18 juin 2017.
Il participe au voyage à Bagdad de trois députés UMP, en compagnie de Didier Julia et Thierry Mariani, en septembre 2002.
Il est président du Conseil national du bruit entre 2008 et 2013,.
En 2011, il s'appuie sur Xavier Bertrand, alors ministre du Travail, pour rédiger et faire voter sa proposition de loi pour instaurer un service minimum dans le transport aérien.
Il parraine Laurent Wauquiez pour le congrès des Républicains de 2017, scrutin lors duquel est élu le président du parti.
En 2018, il fait partie des fondateurs du collectif transpartisan « Accélérons », qui travaille à l’Assemblée sur les questions d’écologie. Il est également engagé sur la question du bien-être animal.
Pour l'élection présidentielle de 2022, il forme, avec Julien Dive, la « tête de pont » à l'Assemblée nationale de Xavier Bertrand, qu'il connaît depuis 2002 et avec qui il a régulièrement travaillé.
Il est à nouveau candidat aux élections législatives de 2022, sans que le parti présidentiel LREM présente de candidat face à lui. Il promet toutefois qu'il restera dans sa famille politique. Il est battu au second tour par Franck Allisio du RN.

## Mandats
- Membre de la communauté urbaine Marseille Provence Métropole : premier vice-président chargé de la voirie, de l’espace public et des grandes infrastructures.
- Député de la douzième circonscription des Bouches-du-Rhône
- Nommé le 12 février 2016 secrétaire national du transport aérien par Nicolas Sarkozy

## Activité de député
Il est signataire d'un amendement adopté en séance plénière le 15 novembre 2019, et qui permettait le maintien de l'huile de palme parmi les agrocarburants jusqu'en 2026,,. L'adoption de l'amendement suscite une vive émotion, et lors d'un second vote le lendemain, le même amendement est rejeté.
Il regrette que son parti se désintéresse de la protection de l’environnement : « Sur l’environnement, on est à côté de la plaque. On parle développement durable comme dans les années 80. On veut être le parti de la ruralité et des seniors, sans voir qu’une grande partie de cet électorat nous préférera le Rassemblement national. Et nous sommes à zéro ou presque chez les jeunes. ».
En 2019, il est co-auteur, avec Éric Poulliat, d'un rapport parlementaire sur le communautarisme islamiste dans les services publics. Se basant sur des auditions de hauts fonctionnaires et d'acteurs de terrain qui y sont confrontés, un ouvrage est publié sur le même sujet par le député l'année suivante, Radicalisation au cœur des services publics (avec Henri Vernet, Lattès).
En 2021, alors qu'un rapport parlementaire propose une légalisation « régulée » du cannabis, il s’oppose à cette idée, estimant qu’il n’a pas été prouvé à ce stade que la légalisation du cannabis allait arrêter le trafic et la consommation.

## Condamnation
Éric Diard est condamné le 2 février 2021 pour injures publiques par le tribunal de Saint-Omer, à 500 euros d'amende, 1 000 euros de dommages et intérêts et à payer les frais de justice engagé par le président de la fédération nationale des chasseurs Willy Schraen. Il avait notamment qualifié le patron des chasseurs « d'abruti » avant de le menacer « de le faire courir s’il vient à l’Assemblée », le qualifiant de « chapon »,,. Cette condamnation est confirmée et alourdie par la 6e chambre correctionnelle de la cour d'appel de Douai le 18 octobre 2021,.

## Détail des mandats
- 19 mars 2001 - août 2017 : maire de Sausset-les-Pins (Bouches-du-Rhône).
- 30 décembre 1998 - 16 mars 2008 : vice-président de la communauté urbaine Marseille Provence Métropole.
- 2002 - 2012 : député de la douzième circonscription des Bouches-du-Rhône.
- 2017 - 2022 : député de la douzième circonscription des Bouches-du-Rhône.